# Список персонажей Rosario + Vampire
Список персонажей Rosario + Vampire — популярной манги Акихисы Икэды в жанре комедии, романтики, фэнтези.

## Главные герои
Клуб журналистики (яп. 新聞部 Симбун Бу) — кружок Академии Ёкай в который входят почти все главные персонажи. Главная функция кружка — выпуск школьной газеты. О чём будет номер — инициатива всегда членов кружка, цензура, как таковая, у них отсутствует. Однако за попытку осудить Комитет Безопасности были наказаны. В первый раз, за год до первого сезона, когда клуб был ещё под предводительством Сун Отонаси, они открыто заявили о нечестности Комитета, за что были распущены. Во второй раз клубу, уже совсем в ином составе, пришлось силой отстаивать свои права, и в конце концов, благодаря Цукунэ и Моке, они вышли из конфликта победителями.

### Цукунэ Аоно
| 青野 月音                                                                 | 青野 月音                                                                   | 青野 月音                                                                 | 青野 月音                                                                 | Изображение | Изображение                          | Изображение |
| Аоно Цукунэ Значение фамилии: «Синее поле», Значение имени: «Отзвук луны» | Аоно Цукунэ Значение фамилии: «Синее поле», Значение имени: «Отзвук луны»   | Аоно Цукунэ Значение фамилии: «Синее поле», Значение имени: «Отзвук луны» | Аоно Цукунэ Значение фамилии: «Синее поле», Значение имени: «Отзвук луны» |             | Главный персонаж «Rosario + Vampire» |             |
| Произведение                                                              | «Rosario + Vampire»                                                         | Создатель                                                                 | Акихиса Икэда                                                             |             | Главный персонаж «Rosario + Vampire» |             |
| Появление                                                                 | Манга: 1 глава (1 сезон) Аниме: 1 серия (1 сезон)                           | Сэйю                                                                      | Дайсукэ Кисио                                                             |             | Главный персонаж «Rosario + Vampire» |             |
| Информация                                                                |                                                                             |                                                                           |                                                                           |             | Главный персонаж «Rosario + Vampire» |             |
| Раса (вид)                                                                | Человек (ранее), Упырь/полу-человек и вампир (ранее), синсо/истинный вампир | Рост                                                                      | 170 см                                                                    |             | Главный персонаж «Rosario + Vampire» |             |
| Пол                                                                       | Мужской                                                                     | Вес                                                                       | 58 кг                                                                     |             | Главный персонаж «Rosario + Vampire» |             |
| Возраст                                                                   | 15-17                                                                       | Группа крови                                                              | 0 (I)                                                                     |             | Главный персонаж «Rosario + Vampire» |             |
| Дата рождения                                                             | 22 июня                                                                     | Род занятий                                                               | Студент Академии                                                          |             | Главный персонаж «Rosario + Vampire» |             |
| Знак Зодиака                                                              | Рак                                                                         | Рак                                                                       | Рак                                                                       |             | Главный персонаж «Rosario + Vampire» |             |
| Формирование                                                              | Семья Аоно, Академия Ёкай, Клуб Журналистики                                | Семья Аоно, Академия Ёкай, Клуб Журналистики                              | Семья Аоно, Академия Ёкай, Клуб Журналистики                              |             | Главный персонаж «Rosario + Vampire» |             |
| Родственники                                                              | Кодзи Аоно (отец), Касуми Аоно (мать), Кёко Аоно (кузина)                   | Кодзи Аоно (отец), Касуми Аоно (мать), Кёко Аоно (кузина)                 | Кодзи Аоно (отец), Касуми Аоно (мать), Кёко Аоно (кузина)                 |             | Главный персонаж «Rosario + Vampire» |             |

Цукунэ Аоно (яп. 青野 月音 Аоно Цукунэ) — обычный человек, случайно попавший в таинственный колледж и почему-то не уничтоженный барьером на входе. Влюбляется в Моку Акасию при первой же встрече, но побаивается её истинной вампирской сущности. Позволяет Моке пить свою кровь, хотя относится к этому как к неизбежному злу. Впрочем, заботится и об остальных девушках. Окружён влюблёнными в него красавицами, но комплексует из-за своей слабости, так как девушкам всё время приходится защищать его. Даже в детстве он уступал девушкам в физической силе и силе характера — так, Цукунэ с большим трудом убеждал свою кузину в её неправоте, но та всегда делала все по-своему. Хорошо плавает, плохо знает математику (в манге указывалось, что у него тройки по всем предметам). По какой-то непонятной причине оказывается способен снимать с Моки крест с печатью, который сдерживает её способности вампира. В конце первого сезона после укуса Моки в её истинном облике получает некоторое количество вампирской магии, которую использует после укуса и во время битвы с отцом Моки. В манге после укуса Моки становится временным вампиром, причем иногда даже с помощью Омотэ, но из-за того, что слишком часто получал дозы вампирской крови превратился в упыря. Для контроля способностей получил от директора «Святой замок» изначально предназначавшийся не ему. Цукунэ приходилось часто сражаться, благодаря чему он начал иметь дурную славу среди многих банд и преступных группировок, в частности наиболее опасной организацией стала «Fairy Tale» — борьбе с ней посвящена большая часть Второго Сезона. Из-за поломки розария Моки (те на время решили поменяться местами, но получилось так, что Омотэ могла вообще не проснуться), Клуб Журналистики решил обратить к одному из Темных Владык Тохо Фухаю для починки креста. После прибытия в поместье семьи Вонг Цукунэ, стремясь спасти захваченную Моку, решает пройти ритуал преобразования тела под руководством Тохо Фухая, главы семьи. Однако Фухай, увидев, что Цукунэ находится на грани смерти, прерывает ритуал, и вампирская кровь, полученная от Моки — а, следовательно, смешанная с кровью Алукарда, — входит в резонанс силы, переданной Фухаем и пробуждается в многократно возрастая, сам Цукунэ преобразовывается физически и у него отрастают крылья.II с, гл.40. Цукунэ принимает вид завершённого упыря. Его спасает подоспевшая Куруму, давшая возможность Фухаю закончить ритуалII с, гл.41. Впоследствии нам показывается, что Фухай обучил Цукуне некоторым своим техникам, в частности, Цукуне теперь может остановить Джиген-тоу (Лунный клинок, пронзающий измерения) с помощью Муэи-тоу (Клинок без тени) и Тонфы света. Тонфа не слишком подходит для атаки, но запирает в одном измерении все, чего коснется, а Джиген-тоу ничего не сможет разрезать без перемещения между пространствами. Несмотря на то, что замок сдерживает силу Цукунэ, постепенно его тело трансформируется, покрываясь чёрной оболочкой. Когда Мока находится на грани смерти, Цукунэ, несмотря на последствия решает освободиться от замка, передав ей свою кровь. Его сила становится не стабильной, а тело — разрушаться. Но после того, как главные героини передают ему часть своей силы, Цукунэ превращается в синсо — истинного вампира и узнаёт, что замок на его руке вовсе не просто сдерживал силу, а продолжал процесс преобразования Цукунэ в вампира для дальнейшей возможности борьбы с Алукардом.

### Мока Акасия
| 赤夜 萌香                                                                          | 赤夜 萌香 | 赤夜 萌香 | 赤夜 萌香 | Изображение | Изображение                                     | Изображение |
| Акасия Мока Значение фамилии: «Алая ночь», Значение имени: «Запах молодых побегов» | Акасия Мока Значение фамилии: «Алая ночь», Значение имени: «Запах молодых побегов»                                                         | Акасия Мока Значение фамилии: «Алая ночь», Значение имени: «Запах молодых побегов»                                                         | Акасия Мока Значение фамилии: «Алая ночь», Значение имени: «Запах молодых побегов»                                                         |             | Две личности Моки: Омотэ (слева) и Ура (справа) |             |
| Произведение                                                                       | «Rosario + Vampire» | Создатель | Акихиса Икэда |             | Две личности Моки: Омотэ (слева) и Ура (справа) |             |
| Появление                                                                          | Манга: 1 глава (1 сезон) Аниме: 1 серия (1 сезон)                                                                                          | Сэйю | Нана Мидзуки |             | Две личности Моки: Омотэ (слева) и Ура (справа) |             |
| Информация                                                                         | | | |             | Две личности Моки: Омотэ (слева) и Ура (справа) |             |
| Раса (вид)                                                                         | Вампир-Истинный Предок | Рост | 166 см |             | Две личности Моки: Омотэ (слева) и Ура (справа) |             |
| Пол                                                                                | Женский | Вес | 47 кг |             | Две личности Моки: Омотэ (слева) и Ура (справа) |             |
| Возраст                                                                            | 15-17 | Род занятий | Студентка Академии |             | Две личности Моки: Омотэ (слева) и Ура (справа) |             |
| Дата рождения                                                                      | 11 мая | Род занятий | Студентка Академии |             | Две личности Моки: Омотэ (слева) и Ура (справа) |             |
| Знак Зодиака                                                                       | Телец | Три размера | 86-56-86 |             | Две личности Моки: Омотэ (слева) и Ура (справа) |             |
| Формирование                                                                       | Семья Сюдзэн, Академия Ёкай, Клуб Журналистики                                                                                             | Семья Сюдзэн, Академия Ёкай, Клуб Журналистики                                                                                             | Семья Сюдзэн, Академия Ёкай, Клуб Журналистики                                                                                             |             | Две личности Моки: Омотэ (слева) и Ура (справа) |             |
| Родственники                                                                       | Родители: Исса Сюдзэн (отец), Акаша Бладривер (мать) Сводные сёстры: Акуа Сюдзэн (старшая), Каруа Сюдзэн (старшая), Кокоа Сюдзэн (младшая) | Родители: Исса Сюдзэн (отец), Акаша Бладривер (мать) Сводные сёстры: Акуа Сюдзэн (старшая), Каруа Сюдзэн (старшая), Кокоа Сюдзэн (младшая) | Родители: Исса Сюдзэн (отец), Акаша Бладривер (мать) Сводные сёстры: Акуа Сюдзэн (старшая), Каруа Сюдзэн (старшая), Кокоа Сюдзэн (младшая) |             | Две личности Моки: Омотэ (слева) и Ура (справа) |             |

Мока Акасия  (яп. 赤夜 萌香 Акасия Мока) — первый главный женский персонаж в манге и аниме, вампир. Как и все вампиры, не переносит воду, если только в неё не добавлен специальный травяной настой. От контакта с чистой водой теряет силу, попав в воду и пробыв там достаточно долго, может просто погибнуть.
Все детство Мока провела в особняке семьи своего отца — Сюдзен, где её жизнь протекала довольно спокойно (несмотря на постоянные поединки она была очень дружна со своими сестрами и матерью), вплоть до дня её десятилетия, ввиду сложившейся тогда ситуации, её родителями было принято решение об отъезде из особняка. Мока решив вернуть мамин подарок, на время вернулась в особняк, но стала свидетелем того, как Акуа рассекает пополам её мать, Акашу Бладривер. В порыве гнева, она сама того не совсем желая, пробудила Алукарда, и едва ли не была поглощена им же. Однако Акаша, для которой раны, нанесённые Акуа, были ничтожными, все же сумела её спасти, но была вынуждена быть поглощённой Алукардом. 

После активации печати в кресте, Мока забыла почти все что было связано с Алукардом (хотя воспоминания остались в её подсознании, сама она помнила обрывки воспоминаний). Вплоть до того что даже не могла вспомнить внешность или характер Акаши, хотя её второй характер Моки перенял уже будучие у Моки в детстве некоторые черты характера присущие также Акаше и внешность её матери. Хотя изначально её отец хотел передать Моку в руки неизвестной семьи, которая уже успела дать соглашение на переезд Моки к ним. Моку увезли жить в человеческий город к некому знакомому Тэммэя Микогами (директора Академии Ёкай и старого друга её матери). Там она начала в ходить в обычную школу, и хотя Внешняя Мока была ребёнком общительным, её так и не приняли в человеческое общество, либо потому что не верили что она — вампир, либо потому что боялись. Поэтому там она чувствовала себя одинокой. И стала недолюбливать людей. 
 После этого в 15 лет Мока поступила в Академию Ёкай. Она влюбилась в Цукунэ, познакомившись с ним по дороге в колледж. Её привлёк и сам парень, сразу сказавший, что в вампирах нет ничего плохого (хотя сначала он тоже не поверил в её вампирскую сущнось) и согласившийся быть её другом, и его человеческий запах, из-за которого девушка буквально теряет голову. Мока постоянно пытается пить кровь Цукунэ, что ему впрочем не слишком нравится. Позже у Моки появляется куча как эпизодических, так и постоянных конкуренток записавшихся вместе с ними в Клуб Журналистики (впрочем и саму Моку неоднократно пытались отбить у Цукунэ). Поэтому Моке постоянно приходится защищать как себя, так и Цукунэ, до тех пор пока он чуть не умирает в бою с Куё. Моке приходится дать ему свою кровь чтобы спасти, так он несколько раз становится Временным Вампиром. Но однажды в его теле становится слишком много её крови, из-за чего Цукунэ становится упырём, хотя его личность спасает Микогами. Чувствуя себя виноватой, Мока решает покинуть Академию, но Цукунэ просит её этого не делать. С тех пор часть боев Цукунэ принимает на себя, и Внутренняя Мока просыпается только в крайних случаях. Во втором сезоне печать, начавшая «разлагаться», ещё с самого начала «Rosario + Vampire», ставит существования Внешней Моки под вопросом. Внутренней Моке которой её альтер эго все же дорого решает уехать в Гонконг, к Темному Владыке Тохо Фухаю, который впоследствии чинит её крест. Но её шантажем забирает её старшая сестра Акуа, на Висячие Сады — штаб-квартиру организации «Fairy Tale», где через месяц при помощи неё собираются пробудить Алукарда ради уничтожения человечества.
Внутренняя Мока (яп. 裏萌香 Ура Мока), она же У́ра (яп. 裏 ура) (так называет её Омотэ, иногда с суффиксом «тян») — это девушка-вампир, чуть больше ростом и с несколько более пышными формами (90-58-88), чем Омотэ, её глаза становятся красными с вертикальными зрачками, волосы — пепельно-белыми. Голос становится ниже, поведение меняется — она уверена в себе, не подвержена сантиментам, ведёт себя намного взрослее, в характере преобладает цинизм. В этом облике она может использовать часть силы Истинного Предка. Также испытывает чувства к Цукунэ, даже более глубокие и чистые, чем у Омотэ. При всех знаниях Омотэ, доступных ей, её кулинарные таланты оставляют желать лучшего: одна из двух попыток приготовить тыквенный пирог закончилась разгромом кухни. Зато очень хорошо владеет английским языком, которому в детстве её научила Акаша. После событий первой главы второго сезона манги поставила Цукунэ ультиматум — или же он больше не прикасается к их телу, или же соблазняет и её (Уру), что Мизоре охарактеризовала как «истинная сделка с дьяволом».
Внешняя Мока (яп. 表萌香 Омотэ Мока) или Омотэ (яп. 表) (для Уры) — точная копия как внешности, так и характера Акаши Бладривер, матери Моки: милая, симпатичная девушка с большими зелёными глазами и ярко-розовыми волосами и поведением, достаточно обычным для школьницы её возраста. Хорошо знает математику, вообще хорошо учится. Именно Акаша «посадила» личность Омотэ, являющуюся копией её души, в тело Моки и привязала их сменность к запечатывающему силы нечисти розарию. Таким образом она разделила истинную личность Моки на заботливую и добрую Омотэ и гордую и волевую Уру. Изначально все эти качества были в единой личности. Постепенно начинается поглощение Урой личности Омотэ, поскольку та является искусственной.
Отношение Уры и Омотэ сильно напоминают отношения близких сестёр, хотя Ура периодически пытается представить Омотэ как кого-то, к ней самой не относящееся. Так, перед тем, как Цукунэ окончательно превратился в упыря, она сказала, чтобы Цукунэ уходил из Академии, и добавила, что от разлуки будет страдать Омотэ, а Уру это не касается. Однако впоследствии оказалось, что она лгала, желая спасти ЦукунэI с, гл.22. А сама Омотэ в свою очередь порой бывает сильно не довольна характером Уры, из-за которого Мока и Цукунэ не могут быть вместе (хотя в аниме Омотэ даже ревновала его к Уре). Однако именно Омотэ выполняет роль защитника Моки, но, поскольку она является искусственной личностью, то когда-нибудь Ура поглотит её, вернувшись к своему прежнему состоянию. Этот процесс уже начался, а первым признаком стал факт разговора Омотэ и Уры между собой через медальон. Отдельно стоит упомянуть саму крест-печать. «Смена режимов» — лишь побочное действие от использования её в процессе разделения личности. Истинный смысл этой печати — сокрытие от Моки истинных воспоминаний о возрождении Алукарда и защита её разума от посягательств крови Первого. Сама печать устроена так, что её может снять только чистый сердцем человек, но при этом она должна потерять свою силу где-то вскоре после совершеннолетия Моки. Однако теперь, после вмешательства Фухая, неизвестно, какой заряд энергии приобрела печать, и насколько она изменилась, хотя одно известно точно — печать вновь достаточно сильна, чтобы сдерживать кровь Истинного Предка.

### Куруму Куроно
| 黑乃 胡夢                                                                 | 黑乃 胡夢                                         | 黑乃 胡夢                                      | 黑乃 胡夢                                      | Изображение | Изображение | Изображение |
| Куроно Куруму Значение фамилии: «Чёрная», Значение имени: «Мечта бабочки» |                                                   |                                                |                                                |             |             |             |
| Произведение                                                              | «Rosario + Vampire»                               | Создатель                                      | Акихиса Икэда                                  |             |             |             |
| Появление                                                                 | Манга: 2 глава (1 сезон) Аниме: 2 серия (1 сезон) | Сэйю                                           | Мисато Фукуэн                                  |             |             |             |
| Информация                                                                |                                                   |                                                |                                                |             |             |             |
| Раса (вид)                                                                | Суккуб                                            | Рост                                           | 153 см                                         |             |             |             |
| Пол                                                                       | Женский                                           | Вес                                            | 42 кг                                          |             |             |             |
| Возраст                                                                   | 15-17                                             | Род занятий                                    | Студентка Академии                             |             |             |             |
| Дата рождения                                                             | 2 августа                                         | Род занятий                                    | Студентка Академии                             |             |             |             |
| Знак Зодиака                                                              | Лев                                               | Три размера                                    | 92-55-85                                       |             |             |             |
| Формирование                                                              | Семья Куроно, Академия Ёкай, Клуб Журналистики    | Семья Куроно, Академия Ёкай, Клуб Журналистики | Семья Куроно, Академия Ёкай, Клуб Журналистики |             |             |             |
| Родственники                                                              | Агэха Куроно (мать)                               | Агэха Куроно (мать)                            | Агэха Куроно (мать)                            |             |             |             |

Куруму Куроно  (яп. 黑乃 胡夢 Куроно Куруму) — милейшая на вид девушка с пышными формами. Суккуб, обладает способностью очаровывать мужчин взглядом, в истинном облике может летать и выпускать на руках когти, разрубающие практически всё, что угодно. Влюблена в Цукунэ, пытается очаровать его своим внешним видом, но всегда безуспешно. Имеет плохие оценки по математике. Постоянно поддевает Юкари, часто называя её «доской» из-за отсутствия груди. Хотя во втором сезоне не раз показывается, что они стали настоящими подругами. Враждует с Мидзорэ Сираюки, постоянно ссорясь с ней из-за Цукунэ, за которого очень переживает, хотя в манге они сильно сблизились, что подтверждает их «Черно-Белый дуэт» и поцелуй после спасения Мидзорэ в деревне Юки-Онн. В аниме, в конце второго сезона, несмотря на постоянное стремление отбить Цукунэ у Моки, помогает ему добраться до отца Моки, чтобы достать для неё новый амулет. В манге — тяжело переносит признание Цукунэ Моке, сама объясняет это тем, что для суккуба нет ничего страшнее, чем разбитое сердце. После обращения Цукунэ в завершённого упыря останавливает его поцелуем. Может создавать идеальную иллюзию, с помощью которой защитилась от одной из атак Акуа — ей была разрезана именно иллюзия.

### Юкари Сэндо
| 仙童 紫                                                                         | 仙童 紫                                               | 仙童 紫                                               | 仙童 紫                                               | Изображение | Изображение | Изображение |
| Сэндо: Юкари Значение фамилии: «Дитя Бессмертного», Значение имени: «Пурпурная» |                                                       |                                                       |                                                       |             |             |             |
| Произведение                                                                    | «Rosario + Vampire»                                   | Создатель                                             | Акихиса Икэда                                         |             |             |             |
| Появление                                                                       | Манга: 5 глава (1 сезон) Аниме: 3 серия (1 сезон)     | Сэйю                                                  | Кимико Кояма                                          |             |             |             |
| Информация                                                                      |                                                       |                                                       |                                                       |             |             |             |
| Раса (вид)                                                                      | Ведьма                                                | Рост                                                  | 137 см                                                |             |             |             |
| Пол                                                                             | Женский                                               | Вес                                                   | 37 кг                                                 |             |             |             |
| Возраст                                                                         | 11-13                                                 | Род занятий                                           | Студентка Академии                                    |             |             |             |
| Дата рождения                                                                   | 19 января                                             | Род занятий                                           | Студентка Академии                                    |             |             |             |
| Знак Зодиака                                                                    | Козерог                                               | Три размера                                           | 71-52-70                                              |             |             |             |
| Формирование                                                                    | Семья Сэндо, Академия Ёкай, Клуб Журналистики         | Семья Сэндо, Академия Ёкай, Клуб Журналистики         | Семья Сэндо, Академия Ёкай, Клуб Журналистики         |             |             |             |
| Родственники                                                                    | Родители: Таминори Сэндо (отец), Фудзико Сэндо (мать) | Родители: Таминори Сэндо (отец), Фудзико Сэндо (мать) | Родители: Таминори Сэндо (отец), Фудзико Сэндо (мать) |             |             |             |

Юкари Сэндо (яп. 仙童 紫 Сэндо: Юкари) — юная ведьма-вундеркинд. Дружит с Цукунэ, все время ругается с Куруму. Питает симпатию к Моке, восхищаясь размером её груди. Очень умна, поэтому очень гордится собой. Но, учитывая, что волшебники — это ханъё и презираются остальными ёкаями, её поведение раздражало одноклассников, попытавшихся её избить. Мока спасла её от Тадаси Ванибути и его сподвижников, а Цукунэ загородил от хулиганов и тем самым привлек её внимание. Поначалу она презирала Цукунэ, считая его слишком посредственным для Моки, но после второго раза она влюбилась как в Моку, так и в Цукунэ. В начале второго сезона, чувствуя что их обоих тянет к друг другу, пытается придать Моке смелости, чтобы та уговорила Цукунэ заняться сексом. По её замыслу, Юкари должна была оказаться между ними. Юкари часто хвастается своей фигурой, которая, по её мнению, пока просто не успела сформироваться. Также у неё был комплекс насчет сравнительно небольших способностей, но, как у Ведьмы, у неё очень большая сила и потенциал — это доказывает её победа над целой армией монстров на Ведьмином Холме. Цукунэ убедил её — считая, правда, что говорит это все Фан-Фану — в том, что роль прикрытия тоже немаловажна. Перед прибытием в штаб «Fairy Tale», Юкари в тайне выучивает технику призыва, но в бою совершает ошибку большинства новичков — оставляет фамильяров после того как у неё иссякла резервная энергия (после этого начинает тратиться жизненная сила, из-за чего пользователь постепенно умирает), но пока она отделалась лишь кровью из носа и кратковременной потерей сознания). Также она несколько раз создавала магические изобретения, которые, правда, действовали недолго, например афродизиак для Моки или таблетки роста для Кокоа. Порой, если её раздражают чьи-то действия она создаёт металлический тазик, который падает на голову объекта раздражения. Родители Юкари также волшебники. Всё своё детство Юкари прожила в горах, в деревушке, которая была огорожена от внешнего мира. Часто заканчивает предложения связкой «дэсу» (яп. ですぅ дэсу:).

### Мидзорэ Сираюки
| 白雪 みぞれ                                                                       | 白雪 みぞれ                                        | 白雪 みぞれ                                       | 白雪 みぞれ                                       | Изображение | Изображение | Изображение |
| Сираюки Мидзорэ Значение фамилии: «Белый снег», Значение имени: «Дождь со снегом» |                                                    |                                                   |                                                   |             |             |             |
| Произведение                                                                      | «Rosario + Vampire»                                | Создатель                                         | Акихиса Икэда                                     |             |             |             |
| Появление                                                                         | Манга: 18 глава (1 сезон) Аниме: 7 серия (1 сезон) | Сэйю                                              | Риэ Кугимия                                       |             |             |             |
| Информация                                                                        |                                                    |                                                   |                                                   |             |             |             |
| Раса (вид)                                                                        | Юки-онна                                           | Рост                                              | 156 см                                            |             |             |             |
| Пол                                                                               | Женский                                            | Вес                                               | 45 кг                                             |             |             |             |
| Возраст                                                                           | 15-17                                              | Род занятий                                       | Студентка Академии                                |             |             |             |
| Дата рождения                                                                     | 27 декабря                                         | Род занятий                                       | Студентка Академии                                |             |             |             |
| Знак Зодиака                                                                      | Козерог                                            | Три размера                                       | 83-56-85                                          |             |             |             |
| Формирование                                                                      | Деревня Юки-онн, Академия Ёкай, Клуб Журналистики  | Деревня Юки-онн, Академия Ёкай, Клуб Журналистики | Деревня Юки-онн, Академия Ёкай, Клуб Журналистики |             |             |             |
| Родственники                                                                      | Цурара Сираюки (мать)                              | Цурара Сираюки (мать)                             | Цурара Сираюки (мать)                             |             |             |             |

Мидзорэ Сираюки  (яп. 白雪 みぞれ Сираюки Мидзорэ) — тихая и задумчивая девушка, на самом деле юки-онна — Снежная Дева из японских мифов, в ярости превращающая всё вокруг в ледышки. Очень долгое время не ходила в школу из-за приставаний учителя Коцубо Окуто. Во время одного из случаев она начала защищаться своей силой и ранила его. После этого, во избежание дальнейших конфликтов и огласки, перестала посещать занятия. Любит подглядывать за Цукунэ, постоянно возникает словно бы из ниоткуда; однажды попросила его стать отцом её ребёнка, утверждая, что снежные девы беременеют только в период с 15 до 25 лет. Любит карамель на палочке и постоянно держит её во рту (в манге это объясняется тем, что Мидзорэ должна поддерживать холодную температуру тела). Умеет создавать изо льда копии живых существ, которые, впрочем, не слишком долговечны. Точная копия своей мамы по поведению. Как-то сказала, что она с самого детства плохо разбиралась в парнях — так, её первый возлюбленный, обещавший жениться на ней в день её семнадцатилетия, разорвал все отношения сразу же, как узнал, что она юки-онна. В 10 главе второго сезона манги отправилась домой для того, чтобы выйти замуж за Мияби Фудзисаки, который позже оказался агентом Fairy Tale. Так повелела провидица Снежных Дев, дабы избежать кровопролития и уничтожения поселения. Призналась Руби, что, в отличие от Куруму, последует за Цукунэ, хотя бы в качестве друга, даже если тот её и не выберетгл.40.

### Гинъэй «Гин» Мориока
| 森丘 銀影                                                                          | 森丘 銀影                                         | 森丘 銀影                        | 森丘 銀影                        | Изображение | Изображение | Изображение |
| Мориока Гинъэй Значение фамилии: «Лесной холм», Значение имени: «Серебряная Тень», |                                                   |                                  |                                  |             |             |             |
| Произведение                                                                       | «Rosario + Vampire»                               | Создатель                        | Акихиса Икэда                    |             |             |             |
| Появление                                                                          | Манга: 4 глава (1 сезон) Аниме: 6 серия (1 сезон) | Сэйю                             | Томокадзу Сэки                   |             |             |             |
| Информация                                                                         |                                                   |                                  |                                  |             |             |             |
| Раса (вид)                                                                         | Оборотень                                         | Рост                             | 182 см                           |             |             |             |
| Пол                                                                                | Мужской                                           | Вес                              | 68 кг                            |             |             |             |
| Возраст                                                                            | 17-18                                             | Род занятий                      | Студент Академии                 |             |             |             |
| Дата рождения                                                                      | 8 июля                                            | Род занятий                      | Студент Академии                 |             |             |             |
| Знак Зодиака                                                                       | Рак                                               | Рак                              | Рак                              |             |             |             |
| Формирование                                                                       | Академия Ёкай, Клуб Журналистики                  | Академия Ёкай, Клуб Журналистики | Академия Ёкай, Клуб Журналистики |             |             |             |
| Родственники                                                                       | Неизвестны                                        | Неизвестны                       | Неизвестны                       |             |             |             |

Гинъэй «Гин» Мориока  (яп. 森丘 銀影 Мориока Гинъэй) — глава газетного кружка. Имеет приятную внешность, очень находчив и умён, однако всё свободное время посвящает фотографированию обнажённых женских тел. Могущественный оборотень-волк, в полнолуние не уступает по силам Моке. Очень быстр и вынослив. В аниме имеет странные отношения с Руби, в манге же больше внимания уделяет Куруму, хотя, в действительности, влюблен в Сун Отонаси. В манге, по словам Кокоа, у него осакский диалект.

### Кокоа Сюдзэн
| 朱染 心愛                                                                               | 朱染 心愛 | 朱染 心愛 | 朱染 心愛 | Изображение | Изображение                | Изображение |
| Сюдзэн Кокоа Значение фамилии: «Окрашенная в кровь», Значение имени: «Сердечная Любовь» | Сюдзэн Кокоа Значение фамилии: «Окрашенная в кровь», Значение имени: «Сердечная Любовь»                                                     | Сюдзэн Кокоа Значение фамилии: «Окрашенная в кровь», Значение имени: «Сердечная Любовь»                                                     | Сюдзэн Кокоа Значение фамилии: «Окрашенная в кровь», Значение имени: «Сердечная Любовь»                                                     |             | Кокоа и её летучая мышь Ко |             |
| Произведение                                                                            | «Rosario + Vampire» | Создатель | Акихиса Икэда |             | Кокоа и её летучая мышь Ко |             |
| Появление                                                                               | Манга: 3 глава (2 сезон) Аниме: 1 серия (2 сезон)                                                                                           | Сэйю | Тива Сайто |             | Кокоа и её летучая мышь Ко |             |
| Информация                                                                              | | | |             | Кокоа и её летучая мышь Ко |             |
| Раса (вид)                                                                              | Вампир | Рост | 149 см |             | Кокоа и её летучая мышь Ко |             |
| Пол                                                                                     | Женский | Вес | 40 кг |             | Кокоа и её летучая мышь Ко |             |
| Возраст                                                                                 | 15-16 | Род занятий | Студентка Академии |             | Кокоа и её летучая мышь Ко |             |
| Дата рождения                                                                           | 13 мая | Род занятий | Студентка Академии |             | Кокоа и её летучая мышь Ко |             |
| Знак Зодиака                                                                            | Телец | Три размера | 74-52-68 |             | Кокоа и её летучая мышь Ко |             |
| Формирование                                                                            | Семья Сюдзэн, Академия Ёкай, Клуб Журналистики                                                                                              | Семья Сюдзэн, Академия Ёкай, Клуб Журналистики                                                                                              | Семья Сюдзэн, Академия Ёкай, Клуб Журналистики                                                                                              |             | Кокоа и её летучая мышь Ко |             |
| Родственники                                                                            | Родители: Исса Сюдзэн (отец), Гёкуро Сюдзэн (мать) Старшие сёстры: Акуа Сюдзэн (сводная), Каруа Сюдзэн (родная), Мока Акасия (единокровная) | Родители: Исса Сюдзэн (отец), Гёкуро Сюдзэн (мать) Старшие сёстры: Акуа Сюдзэн (сводная), Каруа Сюдзэн (родная), Мока Акасия (единокровная) | Родители: Исса Сюдзэн (отец), Гёкуро Сюдзэн (мать) Старшие сёстры: Акуа Сюдзэн (сводная), Каруа Сюдзэн (родная), Мока Акасия (единокровная) |             | Кокоа и её летучая мышь Ко |             |

Кокоа Сюдзэн  (яп. 朱染 心愛 Сюдзэн Кокоа) — вампир, младшая единокровная сестра Моки (у них один отец, но разные матери). На вид красивая девушка. На самом деле агрессивная, вспыльчивая девушка с ярко-рыжими волосами и изумрудными глазами. В слугах имеет летучую мышку по имени Ко, которая может превращаться в любое мощное оружие и даже принимать человеческий облик (хотя данной способностью обладает только в аниме). Восхищается подлинной Мокой (в естественном, вампирском облике), при этом ненавидит «очеловеченную», добрую Моку, как и Цукунэ, которого считает причиной пребывания обожаемой сестры в человеческом виде. Многие неприятности героев во втором сезоне спровоцированы действиями Кокоа, пытающейся добиться, чтобы подлинная Мока вернулась навсегда. Во 2 сезоне она начала лучше относится к Моке (в человеческой форме). В манге всегда очень боялась своих старших сестёр, за исключением Моки. Терпеть не может Хайдзи Миямото, который, после случая с побочным эффектом таблеток для роста, пристает к ней всякий раз, когда видит, хотя впоследствии их отношения можно назвать дружескими — так, например, Хайдзи спас Кокоа во время схватки с её сестрой, Каруа.
- Надзо Комори (яп. 謎 こうもり Надзо Ко:мори, досл. «Таинственная Летучая мышь»)[2], более известный как Ко (яп. こーちゃん Ко:-тян) — летучая мышь-трансформер Кокоа ростом в 40 см, которая изначально планировала подарить его Моке на её десятый День Рождения, однако после трагических событий в особняке Сюдзэн сила Моки была запечатана, и Комори остался с Кокоа. В манге Ко исполняет вспомогательную роль — превращается в разнообразное оружие, которым пользуется Кокоа, — в аниме же его роль более существенна. Он сообщает длительность боев Уры, комментирует некоторые сцены, а также играет роль цензуры. Ко заканчивает фразы связкой «дэтю» (яп. でちゅー дэтю:, видоизменённая связка «дэсу», от «тю» — звук поцелуя/высасывания крови) (именно этот звук слышно, когда Мока кусает Цукунэ). В одном из филлеров второго сезона Комори принимает человеческую форму, и становится инкубом (мужским вариантом суккуба) под именем Котаро Идзюин (яп. 伊集院 光太郎 Идзю:ин Ко:таро:). Он имеет способность гипнотизировать девушек одной лишь фразой «Я люблю тебя» (яп. ジュテーム Дзю Тэ:му, фр. Je t'aime). Он проделал это практически со всей женской частью академии, но его разоблачила Кокоа, когда он по привычке назвал её «госпожой».

Сэйю — Такэхито Коясу

### Руби Тодзё
| 橙条 瑠妃                                                                       | 橙条 瑠妃 | 橙条 瑠妃 | 橙条 瑠妃 | Изображение | Изображение | Изображение |
| То: дзё: Руби Значение фамилии: «Померанец», Значение имени: «Принцесса лазури» | | | |             |             |             |
| Произведение                                                                    | «Rosario + Vampire»                                                                                          | Создатель | Акихиса Икэда                                                                                                |             |             |             |
| Появление                                                                       | Манга: 13 глава (1 сезон) Аниме: 9 серия (1 сезон)                                                           | Сэйю | Саэко Тиба                                                                                                   |             |             |             |
| Информация                                                                      | | | |             |             |             |
| Раса (вид)                                                                      | Ведьма | Рост | 165 см |             |             |             |
| Пол                                                                             | Женский | Вес | 47 кг |             |             |             |
| Возраст                                                                         | Как она сама утверждает: 17-19                                                                               | Род занятий                                                                                                  | Ассистентка директора Академии Тэммэя Микогами                                                               |             |             |             |
| Дата рождения                                                                   | Неизвестна                                                                                                   | Род занятий                                                                                                  | Ассистентка директора Академии Тэммэя Микогами                                                               |             |             |             |
| Знак Зодиака                                                                    | Неизвестен                                                                                                   | Три размера                                                                                                  | 89-57-87 |             |             |             |
| Формирование                                                                    | Персонал Академии Ёкай, Тэммэй Микогами                                                                      | Персонал Академии Ёкай, Тэммэй Микогами                                                                      | Персонал Академии Ёкай, Тэммэй Микогами                                                                      |             |             |             |
| Родственники                                                                    | Неизвестны — погибли через некоторое время после рождения Руби. Она воспитывалась Хозяйкой Ведьминого Холма. | Неизвестны — погибли через некоторое время после рождения Руби. Она воспитывалась Хозяйкой Ведьминого Холма. | Неизвестны — погибли через некоторое время после рождения Руби. Она воспитывалась Хозяйкой Ведьминого Холма. |             |             |             |

Руби Тодзё (яп. 橙条 瑠妃 То:дзё: Руби) — ведьма со священного холма, который она долгое время охраняла от людей по велению Хозяйки, заменившей ей мать. Дружит с Юкари, всячески её поддерживает. Чуть не убила Цукунэ, когда тот во время прогулок попал на холм, однако после боя с Хозяйкой решила отправиться работать в Академию, где в настоящий момент помогает в работе директору Академии Ёкай. В аниме имеет странные отношения с Гином, часто произносит фразу «Да много чего было…». В манге раскрывается, что она является мазохисткой и любит БДСМ. В серии «Юность и Вампир» показано, что она также влюблена в Цукунэ. При нападении на штаб Сказки, сражалась с Раикой, капитаном пятого отряда. Получив минимальные повреждения, Руби открыла свою форму «Железной Девы», и хотя Раика довольно долго одерживал верх в битве, Руби удалось использовать его способность управлять молнией, и она, используя свой доспех, победила. В аниме её колдовским предметом является посох, в манге — вначале посох, затем Говорящая книга.

### Сидзука Нэкономэ
| 猫目 静                                                                    | 猫目 静                                                             | 猫目 静                                                             | 猫目 静                                                                              | Изображение | Изображение | Изображение |
| Нэкономэ Сидзука Значение фамилии: «Кошачий глаз», Значение имени: «Тихая» |                                                                     |                                                                     |                                                                                      |             |             |             |
| Произведение                                                               | «Rosario + Vampire»                                                 | Создатель                                                           | Акихиса Икэда                                                                        |             |             |             |
| Появление                                                                  | Манга: 1 глава (1 сезон) Аниме: 1 серия (1 сезон)                   | Сэйю                                                                | Кикуко Иноуэ                                                                         |             |             |             |
| Информация                                                                 |                                                                     |                                                                     |                                                                                      |             |             |             |
| Раса (вид)                                                                 | Бакэнэко                                                            | Рост                                                                | 159 см                                                                               |             |             |             |
| Пол                                                                        | Женский                                                             | Вес                                                                 | 46 кг                                                                                |             |             |             |
| Возраст                                                                    | Как она сама утверждает: 17-19                                      | Род занятий                                                         | Предподаватель в Академии, классный руководитель, ответственный за Клуб Журналистики |             |             |             |
| Дата рождения                                                              | 4 октября                                                           | Род занятий                                                         | Предподаватель в Академии, классный руководитель, ответственный за Клуб Журналистики |             |             |             |
| Знак Зодиака                                                               | Весы                                                                | Три размера                                                         | 88-58-89                                                                             |             |             |             |
| Формирование                                                               | Персонал Академии Ёкай, преподавательский состав, Клуб Журналистики | Персонал Академии Ёкай, преподавательский состав, Клуб Журналистики | Персонал Академии Ёкай, преподавательский состав, Клуб Журналистики                  |             |             |             |
| Родственники                                                               | Неизвестны                                                          | Неизвестны                                                          | Неизвестны                                                                           |             |             |             |

Сидзука Нэкономэ (яп. 猫目 静 Нэкономэ Сидзука) — преподаватель в Академии. Классный руководитель Моки, Цукунэ и остальных. Основатель кружка журналистики. Истинный облик — Бакэнэко, имеет кошачьи уши и хвост, которые постоянно забывает прятать, очень любит сырую рыбу. Как правило, добродушна, однако однажды цапнула своего ученика, заметившего её кошачий хвост. Но, в целом, антагонистом она никогда не являлась.

## Студенты и преподаватели Академии

### Персонал Школы
Водитель автобуса (яп. バスの運転手さん Басу но Унтэнсю-сан) он же Нурарихён — один из самых загадочных персонажей, водитель школьного автобуса, знает о мире демонов очень многое, прекрасно разбирается в пространственном тоннеле, ведущем во все закоулки мира (даже человеческого). В самом начале манги и аниме предупреждает Цукунэ об опасности школы демонов, далее постоянно «удивляется» его желании продолжать учёбу. Во втором сезоне указывает Цукунэ путь к отцу Моки через туннель. В манге, в большинстве своём, играет роль пассивного наблюдателя, которому доставляет особое удовольствие наблюдать за проблемами единственного человека в Академии Ёкай. Может призывать огромную лягушку, прекрасно разбирается в магии и магических артефактах. Впоследствии в конце манги раскрывается, что решил за долгие время «воспитать» очередного наследника и его выбор пал на Цукунэ и подстроил все события так, чтобы он попал в академию Ёкай и стал демоном, а его предыдущим наследником является Тэммэй Микогами. 
Сэйю — Норихиро Иноуэ
Тэммэй Микогами (яп. 御子神 典明 Микогами Тэммэй) — экзорцист, один из Трёх Тёмных Владык, наряду с Акашей и Фукаем победил Алукарда. Директор Академии Ёкай. Постоянно ходит в белой рясе католического монаха, глаза светятся. Крест, что он носит на груди — ключ к барьеру, окружающему и защищающему школу. Запечатал силу Цукунэ «Святым Замком», со словами «он когда-нибудь сломается, ибо предназначен не для тебя». В довольно близких отношениях с водителем, при этом внешне на него похож (за исключением отсутствующих усов). Великолепный манипулятор. В аниме именно у него отец Цукунэ добыл заявление для поступления в Колледж Демонов. Во втором сезоне открывает Руби тайну создателя креста. Всегда подходит со спины. В манге показана истинная сущность Тэммэя — кишин.
Сэйю — Масахару Сато
Ририко Кагомэ (яп. 籠女 李々子 Кагомэ Ририко) — учитель математических наук в Академии. В истинном обличье — Ламия. Внешне безобидная девушка. Носит белую блузку, мини-юбку с чулками: её одеяние не скрывает пышных форм, что является предметом влечения мужской части студентов и зависти — женской (особенно Куруму). Даёт приватные уроки неуспевающим по её специальности, на которых часто выясняется её склонность к садомазохизму. У неё есть привычка — когда она угрожает, то говорит слова по слогам.
Сэйю — Ая Хисакава
Окуто Коцубо (яп. 小壷 奥人 Коцубо Окуто) — учитель физкультуры, в реальном обличье — кракен. Некоторое время нравился Мидзорэ, чем пытался пользоваться, однако при домогательстве получилось так, что Сираюки его заморозила, из-за чего некоторое время не посещала занятия. При её возвращении Коцубо попытался ей отомстить, но был побеждён Цукунэ (на тот момент ещё временным вампиром, с помощью крови Моки).
Сэйю — Ясуюки Касэ
Хитоми Исигами (яп. 石神 瞳 Исигами Хитоми, букв. «Око Каменного Божества») — бывший учитель ИЗО, в действительности — медуза горгона. Мока брала у неё дополнительные уроки, чтобы сделать подарок Цукунэ на день рождения. Но та хотела сделать из Акасии статую, как уже поступила с несколькими другими студентками, но была остановлена Мокой и Цукунэ. Также появляется в главах, в которых клуб журналистики сражался против Куё (только в манге), в которых она сообщает Комитету Безопасности о своём предположении, что Цукунэ — человек, и в главе 37 («Зеркало Лилит»), в которой Исигами даёт это зеркало Кёко с целью уничтожить Академию, так как она считает разрушение искусством (в аниме Кокоа украла зеркало в надежде вернуть Уру, однако они с Кёко столкнулись на велосипедах и одинаковые узелки с зеркалом и гостинцем для Цукуне были перепутаны, и зеркало оказалось в руках Кёко).
Лилит (яп. リリス Рирису) — цукумогами, маленькая, но довольно злая фея, зеркало (яп. リリスの鏡 Рирису но Кагами) которой попадает в руки Кёко Аоно, кузины Цукунэ. Это зеркало возвращает истинную форму любому сверхъестественному существу, что в нём отразится. Лилит исполнила желание Кёко — увидеть истинное лицо Академии, — и обманом вытянула из неё обещание отдать взамен душу. В аниме Лилит сумела ненадолго физически разделить две личности Моки, а в манге пробудила Уру без снятия креста. На данный момент она является частью свиты Тэммэя Микогами.
Сэйю — Мария Кавамура
"Превосходный" Маки (яп. エクセレント・マキ Экусэрэнто Маки, англ. "Excellent" Maki) — учитель английского языка в Академии. Прозвище было дано ему из-за любимой фразы. Всегда носит солнцезащитные очки. Любит щелкать пальцами со словами "Великолепно" (яп. 素晴らしい Субарасий) или "Превосходно" (яп. エクセレント Экусэрэнто, англ. "Excellent")
Ютака Юдзи (яп. 由地 豊 Юдзи Ютака) — доктор в Академии, стал жертвой Мако Якумару и напал на Моку.
Маюми Цумуги (яп. 紡 繭美 Цумуги Маюми) — вечно-сонный учитель ОБЖ. Все её тело перевязано бинтами.
Апсара (яп. 亜婦皿 Апусара) — учитель кулинарии, индианка. Появлялась только в пятой серии второго сезона. Помешана на карри. У каждого кто ест приготовленные ею карри, желтеет кожа, а поведение напоминает зомби.
Сэйю — Кёко Хиками

### Комитет Безопасности
Школьный комитет общественной безопасности (яп. 公安委員会 Ко:ан Иинкай) — группа Ёкай, самовольно принявшая на себя функции органа защиты Академии (практический то же самое, что и полиция, только в пределах колледжа). Их форма — чёрные плащи. Они нередко пользуются служебным положением в своих целях, и каждый, кто пытается им противостоять, как правило, заканчивает плохо. Комитет активно использует тюремное заключение или пытки. Собирают налоги и берут взятки с кружков и клубов Академии. Кружки, не уплачивающие дань, как правило, распускаются или даже уничтожаются. Гин опасается Комитета, так как в прошлом году Клуб Журналистики уже был им разгромлен, и оборотень боится, что и нынешний ожидает та же судьба. Однако Клубу удаётся их одолеть.
- Куё (яп. 九曜 Куё:) — четырёххвостый кицунэ (йоко, если быть более точным, так как они могущественней обычных кицунэ и считаются сильнейшими ёкаями Японии), лидер отряда борьбы за нравственность, противостоящий со своими приспешниками главным героям и занимающийся прямым рэкетом в школе демонов. Узнаёт, что Цукунэ — человек, — и пытается его убить. Имеет три основные формы — человек, лис и «совершенная боевая форма», напоминающая смесь человека с лисом. Один из капитанов Fairy Tale. При новой встрече с Цукунэ довольно долго одерживал верх в битве, но после того, как вампирская кровь в Цукуне снова вырвалась на свободу, был побежден.

Сэйю — Сюити Икэда
- Кейто (яп. 蛍糸 Кэйто:) — дзёрогумо (яп. 女郎蜘蛛 дзёрогумо, паук) (внимание не путать с цутигумо), то есть гигантская паучиха-антропоморф. Была послана Куё для того, чтобы уничтожить Клуб Журналистики. Смогла одолеть Куруму и Цукунэ, но была повержена Внутренней Мокой.

Сэйю — Юкана Ногами
- Дэсико Дэси (яп. でし でし子 Дэси Дэсико) — красноволосая девочка, всегда носит за спиной бо. В манге ей отводилась всего лишь фоновая роль, в аниме же она становится первой девушкой, испытавшей на себе гипноз Котаро. Заканчивает фразы связкой «дэси» (яп. でし).

Сэйю — Саори Гото

### Другие Студенты
Хайдзи Миямото (яп. 宮本 灰次 Миямото Хаидзи) — Карасу Тэнгу, капитан кружка по каратэ, закадычный друг Гина (с которым он разобрался с одним из домов Fairy Tale, но этот подвиг приписали Цукунэ). Любитель маленьких девочек. Впервые появляется в манге, когда Кокоа пытается найти себе занятие в Академии: после неудачного испытания изобретения Юкари на время становится ребёнком, чем и начала привлекать Хайдзи.
Тамао Итиносэ (яп. 一ノ瀬 珠魚 Итиносэ Тамао) — капитан кружка по плаванью, русалка. Хотела высосать жизненную силу Цукунэ, который приглянулся ей ещё на церемонии посвящения. Поначалу откровенно унижала Моку (как Омотэ, так и Уру), зная что вампиры не переносят чистой воды. Но Внутренней Моке все равно удалось её победить, перенеся битву с воды на воздух.
Сэйю — Сацуки Юкино
Тадаси Ванибути (яп. 鰐淵 正 Ванибути Тадаси) — ящер-антропоморф, президент класса, испытывающий неприязнь к ведьмам. Он и его соратники хотели съесть Юкари, но были избиты Мокой.
Сэйю — Рюсэй Накао
Нагарэ Кано (яп. 叶 流行 Кано Нагарэ) — слизняк, был поклонником Куруму. Впервые встретил её когда та попросила сфотографировать её в обмен на свидание. Но сначала оно так и не состоялось. Через некоторое время начал шантажировать Куруму и наедине фотографировать её эротический косплей, впоследствии был побежден самой Куруму.
Коцуко Накамото (яп. 仲本 枯々 Накамото Коцуко) — студентка, тайно влюблённая в Гина. Пыталась подставить своего возлюбленного, чтобы тот обратил на неё внимание. Её способности заключаются в управлении собственной кровью, чем и создала иллюзию того, что она была растерзана Гином.
Дзюнъя Инуи (яп. 乾 潤也 Инуи Дзюнъя) — студент второго курса, появившийся в спецвыпуске манги. Пытался отбить у Цукунэ Моку, пользуясь устаревшим вампирским правилом (вампиры могут женится только на вампире). Однако сам он не является вампиром, а представляет собой ёкая, способного лишь имитировать некоторые свойства других ёкаев.
Ран Отонаси (яп. 音無　蘭 Отонаси Ран), Рин Отонаси (яп. 音無　凛 Отонаси Рин) и Рэн Отонаси (яп. 音無　蓮 Отонаси Рэн) — родные сестры, сирены-первокурсницы Академии во втором сезоне аниме. Как и Куруму, пытались влюбить в себе всех парней Академии. Старшая, Ран, стесняется мужского внимания, является фудзиёси, любит сёдзё-мангу. Её имя означает «Орхидея». Средняя, Рин, довольно энергичная, хотя зачастую многое забывает, её имя означает «Стылая». Среди них наиболее разумной кажется младшая, Рэн, однако она — вечный скептик, её имя означает «Лотос». К Сун Отонаси они не имеют никакого отношения.
Сэйю — Мэгуми Такамото

### Выпускники
Сан Отонаси (яп. 音無 燦 Отонаси Сан) — девятнадцатилетняя девушка, бывшая студентка Академии Ёкай, предшественница Мориоки Гина на посту главы клуба журналистики. Она принадлежит к расе сирен. Гин как-то раз назвал её «сильнейшей выпускницей академии в своём поколении». Несмотря на это дальнейшая жизнь у неё не сложилась. Она насильственно стала сотрудничать с якудзой, единственным утешением в такой жизни была подруга Марин Кавамото. Сама Сун очень редко разговаривает, делает это лишь в экстренных случаях. Дело в том, что её голос имеет огромную силу, и Сун предпочитает использовать большой блокнот (почти альбом) в качестве заменителя и ограничителя голоса, записывая там то, что хочет сказать. Когда она убирает блокнот и начинает говорить — это означает, что она стала серьёзной. Несмотря на возраст, имеет детскую внешность, чем привлекла Хайдзи Миямото. Значение её фамилии — «Безмолвная». Сан Отонаси появляется только в манге.
Хякусики (яп. 百式) — выпускник Академии, истинное обличье — огромная сороконожка. Был послан Тэммэем Микогами, якобы для того, чтобы убить Цукунэ, но на самом деле директор продолжал действовать в соответствии со своими тайными планами по усилению Аоно.

## Семья Сюдзэн
Семья Сюдзэн (яп. 朱染家 Сюдзэн Кэ, фамилия дословно переводится «Окрашенный в кровь») — почитаемая семья вампиров, являющаяся родной семьёй главного женского персонажа — Акасии Моки, имеющая довольно странную особенность — все кровные родственники внешне совершенно не похожи на друг друга, а если и похожи, то прямой родственной связи между ними нет (к примеру Кокоа ничуть не похожа ни на одну из своих сестер, но в ней наблюдается внешнее сходство с Акашей и Омотэ соответственно; ни одна родная дочь Иссы не имеет во внешности ничего общего с отцом, зато у Акуа чёрные волосы и т. д.)
У всех дочерей (за исключением Моки) имена кончаются на иероглиф «любовь» (яп. 愛 а:, (в данном прочтении)). 
- Исса Сюдзэн (яп. 朱染 一茶 Сюдзэн Исса) — отец Моки, глава семьи Сюдзэн. В аниме-версии он был Тёмным Владыкой наряду с Тэммэем Микогами и создателем розария Моки, но в манге ни первый ни второй факт не является правдой. Внешность Иссы в манге и в аниме сильно различаются. В аниме он играл важную роль в последней сюжетной арке второго сезона, в манге появляется в воспоминаниях Моки, а затем во время появления второй группы в «Висячих садах». Нам показывают его бой с Тохо Фухаем, в котором Исса проигрывает, однако неожиданно оказывается, что тот, с кем сражался Фухай, вовсе не Исса, а лишь допельгангер, принявший его обличье. Позиционируется как сильнейший из рода Шузен, однако его истинная сила по-прежнему остается загадкой, так же как цели и намерения. По словам Каруа, его любовь к Акаше не могло сломить ничто, и он даже готов был жить с ней и Мокой в человеческом мире. В аниме чуть не убил Цукунэ, когда тот пришёл к нему за новым крестом. На самом деле испытывал его, так как понимал его чувства. Несмотря на силу Иссы, в наказаниях дочерей он ведёт себя как типичный отец.
- Акаша Бладривер (яп. アカーシャ ブラッドリバー Ака:ся Бураддориба:, англ. Akasha Bloodriver) — Истинный Предок, мама Моки, похожая на неё и характером и внешностью. Негласный лидер Трёх Тёмных Владык (название прикрепилось троице после победы над Алукардом, которого Акаша усыпила на двести лет). Победив первого вампира, она выпила его кровь, благодаря чему стала следующим Истинным Предком. Роды выдались очень тяжелыми, Мока оказалась очень слабым ребёнком, что и побудило Акашу дать ей своей крови, чтобы сила Предка поддержала её жизнь. В переводе с английского её фамилия означает «река крови», а имя было взято из романа Энн Райс «Царица проклятых» из цикла «Вампирские хроники», где Акаша была королевой вампиров. Однако, в отличие от своей тёзки из романа, Бладривер не имеет неприязни к человечеству. Она первая, кто использовал в сражении «коронную» фразу внутренней Моки «Знай своё место!» (яп. 身の程を知れ Ми но Ходо о Сирэ). Как выяснилось впоследствии, в сражении с Алукардом рассекла пополам его тело и заключила в печать и его, и свою жизни, из-за чего она стала узницей в теле Алукарда. Их «соседство» растянулось почти на 170 лет, пока Акашу не спасла семья Шузен, однако фактически у Акаши и Алукарда уже была одинаковая кровь.
- Гёкуро Сюдзэн — см. «Fairy Tale».
- Каруа Сюдзэн (яп. 朱染 刈愛 Сюдзэн Каруа) — сводная сестра Моки и родная сестра Кокоа. Сотрудничает с организацией Fairy Tale. Использует древнюю и считающуюся потерянной технику полупревращения в монстра, состоящего из крыльев летучих мышей, которая делает её очень сильной. Но сама Каруа не любит драться и плачет всякий раз, когда дерётся, хотя и неизменно побеждает. Её слезы — это своеобразное «покаяние», иными словами, слезы означают, что Каруа решила убить своего противника без колебаний. После снятия второго креста, она преобразовала своё тело таким образом, что оно стало похоже на жидкость, то есть никакие атаки не наносили ей вреда, а сама Каруа могла атаковать противника собственной кровью. В детстве была очень дружна с Мокой (Мока на свой день рождения очень обрадовалась её подарку, хотя это была довольно уродливая огромная самодельная игрушка — нечто среднее между кроликом и медведем), также очень любила Кокоа (хотя та до сих пор её боится, называя самой сильной в клане Сюдзэн). Как говорила о себе сама Каруа, она все время поддерживала свою мать и потому убивала по её приказу. Каруа потеряла счёт этим убийствам, и мечтала, чтобы кто-либо из сестер остановил её. Была убита Кокоа (в 63 главе манги), однако ничуть не сожалела об этом; перед смертью она просила Кокоа простить её и маму.
- Акуа Сюдзэн (яп. 朱染 亞愛 Сюдзэн Акуа) — вампир-китаянка, сводная сестра Моки, Кокоа и Каруа. Мечтала завоевать мир, для чего охотилась за кровью Истинного Предка (пыталась убить Акашу, ныне охотится за Мокой). Единственный член клана, кровно не связанный с остальными Сюдзэнами (хотя по-прежнему остается вопросом, кто её настоящий отец — Исса или кто-то другой). В раннем детстве, после смерти своей мамы, жила в семье Миу, где научилась некоторым техникам Тохо Фухая. В частности, её любимой техникой является «Лезвие Измерений Ущербной Луны » (яп. 崩月次元刀 Хо:гэцу Дзигэн То:), с помощью которой она попыталась убить Акашу и некоторых Вонгов, однако Акаша сумела довольно быстро восстановиться, а Лин-Лин спас Тохо Фухай. Вонгов-старших она оставила в живых, чтобы шантажировать главных героев. По прибытии в поместье Сюдзэнов нашла зал, в котором держали спящего Алукарда. Хотя Акуа всегда очень восхищалась Алукардом, но когда того пробудила Мока, она пыталась разрубить его своей техникой (но как и в случае с Акашей всё оказалось тщетно). Как и Каруа, сотрудничает с Fairy Tale. В 38 главе забирает Моку в штаб-квартиру Fairy Tale, как всем казалось в качестве пленницы (сам Фухай починил крест Моки из-за клятвы, которую Акуа дала Акаше, не причинять Моке вред, по его мнению суть была в том что пока в Моке преобладает «режим» Омоте, она ни за что её не тронет), но Акуа (как и Кокоа) обожает Моку, и не может убить её. В Китае получила прозвище «Черный Дьявол» (яп. 黒い悪魔 Курой Акума). Как оказалось, в детстве Акуа очень редко проигрывала Моке, из-за чего Ура побоялась не сдаваться без боя. Однажды упоминает, что её мать являлась дочерью Алукарда. Возможно, имеет ещё одну сестру, не относящуюся к семье Шузен — Жасмин. В одном из флешбеков Акуа мы видим светловолосую девочку в китайской одежде, которая кричит, что никогда не простит свою сестрёнку и даёт ей пощечину.
- Алукард (яп. アルカード Арука:до) (анаграмма прочтения «Дракула») — первый вампир, так называемый «Истинный Предок», пытавшийся истребить человечество. Его победили Трое Тёмных Владык (яп. 三大冥王 Сандай Мэйо:): Тэммэй Микогами (директор Академии Ёкай), Тохо Фухай и Акаша Бладривер. Однако победа была не окончтаельной: убить Алукарда невозможно, он был лишь запечатан. при пробуждении силы шинсо Акаши или Моки, пробуждается и сам Алукард.

## Клан Вонг
Клан Вонг (яп. 黄一家 Вон Икка) — китайский клан Ёкаев. Был в ссоре с семьёй Миу, но после свадьбы Фей-Хуна и Тянь-Тянь, два клана отбросили вражду. Глава клана, ко всему прочему, глава триады.
- Фан-Фан Вонг (кит. упр. 黄 芳芳, пиньинь Huáng Fāng Fāng, яп. ウォン・ファンファン Вон Фонфон) — студент первого курса академии Ёкай. При первом появлении (он встречается только в манге) сразу же предложил Цукунэ присоединиться к его семье (вступить в мафию), но Цукунэ сначала воспринял это как предложение вступить в брак. Он — Якша. Но в основном он повелевает другими демонами (к примеру фениксом или пандой), однако в 48-й главе второго сезона выясняется, что он унаследовал таланты матери, а не прадеда. При превращении в Якшу у Фан-Фана появляется третий глаз на лбу, что делает его похожим на индусских божеств и японских великанов.
- Лин-Лин Вонг (кит. упр. 黄 鈴鈴, пиньинь Huáng Líng Líng, яп. ウォン・リンリン Вон Ринрин) — студентка первого курса академии Ёкай, хотя никто не знает сколько ей на самом деле лет, так как она давно умерла от болезни, что постоянно подчёркивает. Лин-Лин — старшая сестра Фан-фана. Она — Цзян-Ши (кит. трад. 僵屍, упр. 僵尸, пиньинь Jiāng Shī, буквально: «оцепенелый труп», яп. キョンシー Кёнси:) то есть прыгающий труп в китайской мифологии, по своей природе больше всего напоминают зомби. Лин-Лин руководит собственной армией Цзян-Ши и является единственной из них, кто обладает собственной волей и не носит буддийских талисманов офуда на лице. Внешне выглядит как вечно сонно-улыбающаяся девушка. Хотела убить Цукунэ, что бы тот присоединился к её армии, но Фан-Фан попросил её этого не делать и Лин-Лин согласилась подождать пока Цукунэ не умрет своей смертью.
- Фэй-Хун Вонг (кит. упр. 黄 飛鴻, пиньинь Huáng Fēi Hóng, яп. ウォン フェイフォン Вон Фэйфон) — глава клана, внук Тохо Фухая, отец Фан-Фана и Лин-Лин. У него короткая стрижка и куча шрамов по всему телу. Характер разнится с внешностью — он очень добрый, весёлый и гостеприимный. Обладает той же силой, что и его сын. Возможно его прототипом является Хуан Фэйхун.
- Тянь-Тянь Вонг (кит. упр. 黄 恬恬, пиньинь Huáng Tián Tián, яп. ウォン テンテン Вон Тэнтэн) — мать Фан-Фана и Лин-Лин, жена Фэй-Хуна. Её раса точно неизвестна, но ясно что она Мастер Боевых Искусств. Родилась в семье Миу (и, по словам Акуа, была среди них сильнейшей), некогда враждующей с Вонгами, поэтому Фан-Фан однажды сравнивал историю своих родителей с историей Ромео и Джульетты. Она взаимно ненавидит Фухая, но их отношения ограничиваются лишь обзывательствами.
- Тохо Фухай (яп. 東方不敗 То:хо: Фухай, букв. «Непобедимый, пришедший с Востока») — один из Троих Тёмных Владык, победивших Алукарда. Дед Фэй-Хуна, прапрадед Фан-Фана и Лин-Лин. Судя по всему ему более 200 лет, так как именно в то далёкое время вместе Тэммэем Микогами помог Акаше победить Алукарда. На вид ему тогда было примерно 25. Также известно что Фухай — отаку, и по сюжету он объясняет это тем, что с возрастом, противоположный пол стал отворачиваться от него, «а рисованные девушки никогда не предадут». Так же он говорил о своей дружбе с Акашей Бладривер. В 36-й главе манги выясняется, что его старческая внешность является лишь следствием подавления и сокрытия им своей силы. В 40-й главе проводит ритуал над Цукунэ для того, чтобы усилить его, но, решив, что Цукунэ уже умер, решает прервать незаконченный ритуал из-за того, что истратил все силы. Однако, Цукунэ пробуждается, и после короткого боя Фухаю ничего не остаётся, как воспользоваться помощью Куруму и закончить ритуал. В 58 главе Исса Сюдзен сказал, что Фухай уже не может сражаться в полную силу, а значит, ему недолго осталось, однако Фухай мгновенно опровергает эти слова, принимая бой и показывая полную мощь Лунного клинка. Создатель многих техник, связанных с барьерами, а также Лунного клинка, пересекающего измерения и различных способов защиты от него (Муэи-тоу — Клинок без тени и Тонфа света). Самая известная его техника — Лунный клинок — основана на проникновении в другое измерение и возвращении оттуда — «Джиген-тоу повторяет этот процесс свыше ста раз в секунду; словно лезвие пилы, он перемещается между измерениями и уничтожает любые физические объекты на своем пути», так как два предмета не могут существовать в одном и том же месте в одно и то же время. Любимое занятие — подкалывать окружающих.

## Семья Аоно
- Касуми Аоно (яп. 青野かすみ Аоно Касуми) — мать Цукунэ. Души не чает в собственном сыне. Добра, гостеприимна. При встрече с Мокой (и сначала удивившись тому, что это девушка) просит её позаботится о Цукунэ.

Сэйю — Харухи Тэрада
- Кёко Аоно (яп. 青野 響子 Аоно Кёко) — семнадцатилетняя двоюродная сестра Цукунэ. В первом сезоне аниме упоминается редко, но мы можем получить полное представление о ней во втором. В манге она появляется исключительно в первом сезоне.

Сэйю — Сатико Кодзима
- Кодзи Аоно (яп. 青野 光司 Аоно Кодзи) — отец Цукунэ, практически по вине которого его сын попал в Академию. Он случайно прошёл мимо Тэммэя Микогами, и заинтересовался листовкой которую выронил директор.

## Fairy Tale и Антитезис
Fairy Tale (яп. フェアリー・テイル фэ:ари тэйру:) или Сказка (яп. 御伽の国 Отоги но куни, Страна Сказки) — организация Ёкаев, созданная специально для погружения человеческого мира в хаос, по словам Хокуто Канэсиро организация имеет несколько отделов. Антитезис (яп. 反学派 Хангакуха) в своё время имел похожие цели, хотя главное что они пытались сделать — это устранить Тэммэя Микогами и разрушить завесу, которая скрывает Академию от обычных людей. Большее они сделать просто не успели. Во время существования Антитезиса, считалось, что кто-то из их шпионов состоит в Школьном Совете, однако почти все его члены (за исключением Цукунэ) поддерживали Хокуто.
- Король в маске (яп. 仮面の王 Камэн но О:, имя неизвестно) — основатель и настоящий глава «Fairy Tale» и клана Миу. Убил отца Ся-лонга, за неповиновение. То же самое угрожал сделать и самому Ся-лонгу, если тот пойдет по стопам отца. Являлся лишь ещё одной личиной Алукарда, в точности как и Мияби Фуджисаки.
- Гёкуро Сюдзэн (яп. 朱染 玉露 Сюдзэн Гёкуро, досл. «Жемчужная роса») — главнокомандующий «Fairy Tale»II с, гл.42, нынешняя глава семьи Сюдзэн, мать Каруа и Кокоа. Ненавидит Акашу и Моку (как предполагал Исса). Её главная задача — уничтожение людей посредством пробуждения Алукарда. Возможно, из-за её запланированного приезда Моку в десять лет увезли из особняка Сюдзэн, так как и по причине ненависти к Моке (но на данный момент сложно сказать, так ли это), так из возможности того что Гёкуро могла и тогда предпринять попытку пробудить Алукарда, при помощи Акаши, или незащищённой Моки. Благодаря тому, что запечатанная Мока осталась в поместье, сумела хорошо изучить печать и выяснила, что крестик на самом деле нужен для того, чтобы мысленно управлять Алукардом. У неё очень развиты как и физическая сила, так и экстрасенсорные способности. Внешне Гёкуро очень походит на свою старшую дочь, их главное отличие — разные прически. Её имя происходит от одноимённого дорогого японского зелёного чая гёкуро.
- Мияби Фудзисаки (яп. 藤咲 雅 Фудзисаки Мияби) — лидер 1-го отдела «Fairy Tale». Был послан в Обитель Снежных Дев с целью присоединить их к Fairy Tale. Был женихом Мидзорэ. Остановил бой между Мокой и Каруа, и улетел с Каруа на вертолёте под управлением Кирии Ёси. При вторжении «Клуба» в генштаб тот помог Мидзорэ и Куруму быстрее добраться до Моки, а именно задержать Кирию, который, как не странно сам назывался их «временным союзником». Мидзорэ все ещё ему (Мияби) не доверяет, однако он сам считает её довольно доброй. На самом деле является клоном Алукарда, которого тот создал за мгновение до запечатывания 200 лет назад.
- Хокуто Канэсиро (яп. 金城 北都 Канэсиро Хокуто) — член первого подразделения Fairy Tail, бывший лидер Антитезиса и Школьного Совета, как и Цукунэ был рождён обычным человеком, но в Академии Кирия сделал его так называемым монстром-гибридом. До этого у него были не очень хорошие отношения с отцом. Некоторое время притворялся другом Цукунэ, из-за чего практически вся женская часть Кружка Журналистики ревновала Аоно к нему. В сражении с Цукунэ сказал, что они могли бы стать настоящими друзьями, из-за чего некоторое время отказался с ним дальше сражаться, но Кирия, заново обратив его, заставил пересмотреть это решение. По пути к Тохо Фухаю наслал на самолёт Вонгов гремленов, однако Мока успешно дала им отпор. После того как Моку забрала Акуа, Канэсиро дал Кружку Журналистики некоторые наводки, чтобы те нашли место, в котором держат Моку. Носит очки.
- Кирия Ёси (яп. 吉井 霧亜 Ёсий Кирия) — правая рука Хокуто, в манге очень редко появляется без него, замлидер первого подразделения. Превратил Канэсиро в гибрида. Хочет захватить Моку, однажды ему это уже удалось, но потом Ура всё же дала ему отпор и направилась к Цукунэ и Хокуто.
- Миу Ся-лонг (кит. упр. 苗 西龍, пиньинь Miáo Xi Lóng; яп. ミャオ シャーロン Мяо Ся: рон) — лидер четвёртого отряда и семьи Миу (в данном случае он скорей всего лишь символическая глава, поскольку Король Масок угрожал убить его, если вместе с кланом не присоединится к «Fairy Tale»). Внешне загадочный светловолосый парень, носит цилиндр. В детстве был другом Фан-Фана, хотя Ся-Лонг старше на 4 года. Однако после присоединения семьи Миу к «Fairy Tale», Вонги снова назвали их врагами и продолжили борьбу за первенство в Китае. Мастер техник призыва, сам же говорит что Фан-Фан — никудышный в таких техниках (а тот изначально представлялся именно с техниками призыва). В конце концов он проигрывает Фан-фану и впадает в кому, все таки не умирая. Проснувшись, он извиняется за предательство и отзывается о себе как о никудышным лидере, Фан-фан прощает его, что даёт повод Гайрэну Юки его убить.
- Рутье (яп. 露蝶 «Ротё» или «Ру:тиэ») — замлидер 4-го отдела «Fairy Tale» примкнувшая к семье Миу, раса неизвестна, однако единственное, что подтверждает её принадлежность к нечисти — это небольшие рожки который прорастают, если она начинает злиться, возможно она — нечто вроде беса\черта. Сама она не проявляла своих способностей, однако пробовала зарезать Фан-Фана ножом, а позже бесшумной бензопилой, которая ко всему прочему, заглушает любые соседние звуки. По словам Фан-Фана, она дерется на том же уровне, что и Кокоа, однако при появлении Юкари, тот её без труда победил, но пока не убил. Напоминает она Кокоа ещё и тем что сама выглядит как милая девочка лет максимум 13-ти, однако у неё садистская натура (она говорила, что любит издеваться над слабаками, иногда даже есть их). Английское написание её имени «Routier» переводится с французского как «дорога», однако в кандзи её имя можно перевести как «русская бабочка».
- Райка (яп. 雷禍, досл. «Стихийное Бедствие») — лидер 5-го отдела «Fairy Tale», райдзю (яп. 雷獣 Райдзю:, досл. «Громовой Зверь»). Первый Висячих садах лидер столкнувшийся с Клубом Журналистики, ему противостояла Руби в форме «Железной Девы», ему довольно долго удавалось одерживать верх в битве, но Руби использовала его способность вырабатывать и контролировать молнии, благодаря чему выжила и победила.
- Гайрэн Юки (яп. 幽鬼 骸煉 Ю:ки Гайрэн) — лидер шестого отряда. Раса неизвестна. Носит самурайские доспехи. Способности также неизвестны, хотя он успел начать битву против Ся-лонга, Рутье, Фан-фана и Юкари. Хотя исход битвы пока не ясен, Куё утверждал, что те самые вторженцы и предатели уже убиты. Судя по репликам также знал отца Ся-лонга.
- Канадэ Камия (яп. 神谷 奏 Камия Канадэ) — сирена, лидер седьмого отдела Fairy Tale. Убил мужа Марин Кавамото, но через 4 года был побеждён Сун и клубом журналистики. Своим пением может убить любого человека и некоторых ёкаев, его голос получилось отразить только Сун Отонаси.
- Мако Якумару (яп. 薬丸 麻子 Якумару Мако) — гибрид, бывший член Антитезиса, известная как «чистильщик», была медсестрой в Академии. Появлялась в первом сезоне манги, загипнотизировала Внешнюю Моку на убийство Цукунэ, но тот успел во время разбудить Внутреннею. Также появляется во втором сезоне аниме и исполняет желание Юкари (вырасти физически в соответствии с однокурсниками), чтобы потом подпитываться её негативными эмоциями. Но как и в манге, её побеждает Ура.

Сэйю — Марико Кода
- Рокуро Цубаки (яп. 椿 六郎 Цубаки Рокуро) — бывший член седьмого отдела под предводительством Канадэ Камии. Убивал записью голоса Камии, которого называл «богом». Пытался усугубить положение закусочной Марин, чтобы потом заставить Сун присоединиться к Канадэ. Был избит Гином.
- Мидзуки Уэсиба (яп. 植芝 蚓希 Уэсиба Мидзуки) — бывший член Школьного Совета, который втирается в доверие Цукунэ, а потом нападает на него. Его настоящая форма — крот, и его способности позволяли похоронить противника заживо. Он попытался сделать это и с Цукунэ, но был им побеждён.
- Кусаби Мидо (яп. 御堂 楔 Мидо: Кусаби) — бывший член Антитезиса. Взял в плен Моку, чтобы сразиться с Цукунэ, которого посчитал чистокровным вампиром, но после того, как узнал, что настоящий чистокровный вампир — Мока, решил уничтожить их обоих. Практически одолел Уру с помощью пожарной системы, подающей воду. Первый, кому пришлось сражаться с Цукунэ-упырём, окончательно сошедшим с ума из-за взбунтовавшейся вампирской крови. Едва не был убит в госпитале Мако Якумару, пришедшей ему на смену.
- Мороха (яп. 緒葉 Мороха) — бывший член Антитезиса, объединившейся с Сайдзо Комией для нападения на Цукунэ, был избит Цукунэ в форме временного вампира.
- Комия Сайдзо (яп. 小宮 砕蔵 Сайдзо: Комия) — одноклассник Моки и Цукунэ, типичный мажор, по расе — орк. Первый антагонист в манге и аниме-сериале, приставал ко Внешней Моке, несмотря на прямой отказ. После того Цукунэ решил уйти из Академии, Сайдзо предпринял попытку изнасиловать Моку, но Цукунэ пришёл ей на помощь и случайно для себя пробудил Внутреннею Моку снятием креста, которая одолела Комию. Также Сайдзо появляется в сюжетной арке с Антитезисом, членом которым он стал, в манге — он вновь предпринимает попытку атаковать Цукунэ и Моку, но его одним ударом побеждает Цукунэ в форме временного вампира, — и в третьей серии второго сезона аниме, где ему отводится эпизодическая роль.

Сэйю — Нобуюки Хияма

## Прочие персонажи
- Марин Кавамото (яп. 川本 まりん Кавамото Марин) — подруга Сун Отонаси (хотя сама Сун относится к ней почти как к матери), имеет собственную забегаловку. Её муж был убит Канадэ за 4 года до событий во втором сезоне.
- Цурара Сираюки (яп. 白雪 つらら Сираюки Цурара) — мать Мидзорэ, так же как и её дочь (о которой она очень заботится) постоянно держит во рту леденец. Любит огнестрельное оружие. Мечтает стать шпионкой и тёщей Цукунэ. Во втором сезоне аниме был филлер-флэшбэк, в котором она с Агэхой боролась за сердце отца Сайдзо Комии — Гондзо Комии (яп. 小宮 権蔵 Комия Гондзо), обе потерпели неудачу. В аниме как и дочь любит подглядывать.

Сэйю — Юко Минагути
- Агэха Куроно (яп. 黒乃 アゲハ Куроно Агэха) — мать Куруму, частенько пристает к Цукунэ. В аниме предлагала ему стать его женой вместо Куруму, на что Цукунэ, естественно, ответил отказом. Имеет огромную грудь.

Сэйю — Тиэко Хонда
- Фудзико Сэндо (яп. 仙童 不二子 Сэндо Фудзико) и Таминори Сэндо (яп. 仙童 珠範 Сэндо Таминори ) — родители Юкари, появлялись 24 главе второго сезона, вместе с Агэхой и Цурарой, чтобы помочь дочери победить Вонгов в спортивном соревновании. Во всех сериях аниме с их участием они не говорят ни слова. Фудзико также умеет вызывать медные тазики, но более разрушительного характера.
- Хозяйка (яп. お館様 Ояката-сама) — ведьма, столетняя повелительница Ведьминого Холма (яп. 魔女の丘 Мадзё: но Ока). Приютила Руби, после того, как та потеряла своих родных родителей. Обучила её магии. Вплоть до самой смерти отрицательно относилась к человечеству, хотела отомстить людям за вырубку лесов вокруг Холма, после которой многие ведьмы лишились своего пристанища. В бою с кружком журналистики пыталась поглотить Моку и заполучить её способности, но благодаря вмешательству Руби её планы провалились. Для того, чтобы одолеть бессмертного вампира, применила безвозвратное заклинание и слилась с Ханабакэ (яп. 花化け Ханабакэ, растения-монстры, маскирующиеся под подсолнухи, раскиданные по всему холму), но, в результате, потерпела поражение и погибла. В аниме вместо неё сражалась Руби, так как, по сюжету, Хозяйка умерла ещё в детстве Руби, которая просто не пожелала признать тогда её смерть, и ханабакэ подчинились её воле, приняв облик Хозяйки.

Сэйю — Тосико Маэда
- Провидица Снежных Дев (яп. 雪の巫女 Юки но Мико, «Снежная Жрица») — главная юки-онна, повелительница Обители Снежных Дев (яп. 雪女の里 Юки-онна но Сато, «Деревня Юки-Онн»). Во втором сезоне принимает решение о присоединении Снежных Дев к Fairy Tale и о женитьбе Мидзорэ на Мияби Фудзисаки.

## Терминология «Rosario + Vampire»

### Виды Ёкаев
Ёкай (яп. 妖怪 ё:кай, досл. «Сверхъестественное существо» или «Демон») — понятие из японского фольклора, обозначающее любое сверхъестественное существо, при том не относящееся к богам, то есть наиболее близкое к дохристианскому понятию демона в Древнегреческой Мифологии. Они условно делятся на несколько групп:

#### Они
О́ни (яп. 鬼 о:ни, чёрт, бес) — демоны-людоеды, обычно отличающиеся крупными размерами. Они не особо благословлены умом, но при этом жестоки и изобретательны, способны пойти на любой обман.
- Упырь (яп. 屍鬼（グール） Си:ки (Гу:ру), они-мертвец) — человек или ёкай, изначально не родившийся вампиром, но получивший достаточно вампирской крови для того, чтобы окончательно приобрести силы вампира. Известно что они, в отличие от прирождённых вампиров, нейтрально реагируют на воду. Если силу ничего не запечатывает, то вампирская кровь может полностью подавить прежнюю личность. Упырь является довольно ярким представителям о́ни, так как практически не владеет членораздельной речью (максимум он будет только рычать или орать), но довольно умный в бою.
- Вервольф (яп. 狼男 О:ками Отоко, Человек-волк) — оборотень, способный превращаться в волка, однако их силу ограничивает отсутствие лунного света, и поэтому зенит их силы приходится на полнолуние. Из наиболее ярких способностей можно выделить большую скорость.
- Онимодоки (яп. おっさん, Оборотень) — демон, способный изменять свою внешность, маскируясь под другие виды Ёкаев без надобности физического контакта. Однако не способен перенимать их способности, полагаясь лишь на свою природную силу.

#### Цукумогами
Цукумогами (яп. 付喪神 цукумогами, дух артефакта) — духи и призраки вещей, которым более 100 лет;

#### Юрэй
Юрэй (яп. 幽霊 ю:рэй, потусторонний (неясный) дух) — призраки людей, реже животных, в большинстве своём абсолютно безобидные;

#### Мононокэ
Мононокэ (яп. 物の怪, досл. «Воплощённый злой дух») — это те существа (люди или животные), что были обращены в ёкаев тёмными эмоциями — ненавистью, злобой, гневом.
- Мара (яп. 夢魔 Мума, демон сна) — ёкаи, способные на гипноз и проникновение в чужое сознание или сон.
  - Суккуб (яп. サキュバス Сакюбасу, от англ. succubus) — девушки-мары, соблазняющие мужчин. Проникать они могут в голову как мужчин, так и женщин. В истинном обличии у них появляются хвост и крылья летучей мыши, также вырастают ногти, способные легко разрубить дерево.
  - Инкуб (яп. インクブス Инкубусу, от англ. incubus) — мужская форма суккуба, один инкуб лишь раз появлялся в аниме, он был способен на соблазнение-гипноз любого пола. В отличие от суккубов инкуб гипнотизировал не глазами, а определённой фразой.
- Юки-Онна (яп. 雪女, «снежная дева») — мононокэ стихии снега и льда, аналог русской снегурочки (имеется в виду персонаж славянской мифологии, а не внучка Деда Мороза). Несмотря на название в разумном состоянии они способны управлять только льдом, но при эмоциональных вспышках способны вызывать метель (в аниме они могли это делать и с помощью пения). Многие из них постоянно держат во рту леденцы, так как им должно быть всегда холодно (жары и горячих предметов они не выносят), внешне они как правило спокойны. Юки-Онны по сюжету способны рожать только до 25 лет. Их природа носит немного мстительный характер, из-за того что во время половой связи Юки-Онны практически всегда замораживают своего партнёра.
- Ла́мия (яп. ラミア Рамиа, от лат. Lamia и греч. Λάμια) — женщина-полузмея, обладающая особым приспособлением на конце хвоста, при раскрытии напоминающим цветок. С помощью этого приспособления Ламия, «присосавшись» к голове жертвы, способна внушить ей какие-либо мысли или устойчивое изменение черт характера, необходимое Ламии и со стороны напоминающее помешательство. Однако чары Ламии легко разрушаются, если в жертве пробуждаются какие-то глубинные чувства, например, любовь. Ламия в «Rosario + Vampire» совсем не соответствует типичным представлениям, об оригинальных Ламиях. Первоначально Ламия — персонаж греческой мифологии, бывшая любовницей Зевса, за что Гера превратила её в чудовище и заставила есть или пить кровь мужчин и детей. В манге упоминалось, что Ламии убивают своих жертв, но не ясно, как именно они это делают, да и единственная Ламия (Ририко Кагомэ) ничего не говорила о смерти Цукуне.
- Медуза Горгона (яп. メデューサ Мэдю:са) — мононокэ, превращающая любого, кто посмотрит ей в глаза в истинном обличье, в камень. В отличие от Ламии, в «Rosario + Vampire» Медуза почти полностью соответствует своему мифологическому прототипу. В истинном обличье её волосы превращаются в небольших змей.
- Русалка (яп. マーメイド Ма:мэйдо, от англ. Mermaid) — девушки-полурыбы, завлекающие мужчин в воду, где они наиболее сильны, и высасывающие из них жизненную силу. В истинной форме помимо рыбьего хвоста, у них появляются маленькие острые зубы, как у пираний, и расширяется рот.
- Дзёрогумо (яп. 女郎蜘蛛 дзёро:гумо, досл. «Паучиха-проститутка») — девушки постепенно превращающиеся в гигантских паучих и пожирающие живых существ. Дзёрогумо способны испускать липкую паутину, захватывающею её жертв. Упоминалось что они соблазняют, а после пожирают мужчин. Хотя в «Rosario + Vampire» соблазнять им никого не приходилось. В Японии под названием Дзёрогумо также известен вид пауков Nephila clavata, обитающий на острове Хоккайдо, и в некоторых местностях Китая, Кореи и Тайваня.

#### Ханъё
Ханъё (яп. 半妖, досл. «полудемон») — так называемая «Пограничная Раса» между людьми и ёкаями. Хотя они и допускаются в общество и тех и других, они зачастую ненавидимы обеими сторонами. По природе они вовсе не мстительны, но жизненный опыт порой заставляет их не любить как людей, так и ёкаев. Сами по себе они могут не обладать какими-то способностями для сражений, но при помощи артефактов могут призывать и управлять неразумными ёкаями.
- Ведьма (яп. 魔女 Мадзё) — женщина-маг, управляющая монстрами или предметами с помощью волшебных палочек или заклинаний. Заклинания они чаще используют для восстановления печатей.
- Якша (санскр. यक्ष, «полубог», яп. 夜叉 Яся, будд. «Демон-хранитель») — ханъё, призывающие и командующие другими, как выше было сказано, малоразумными ёкаями. Однако помимо этого, они создают боевые приёмы с магическими свойствами, так называемые ёдзюцу (яп. 妖術, досл. «Колдовство»).

#### Аякаси
Аякаси (яп. 妖(アヤカシ), досл. «Сверхъестественное создание») — наивысший класс ёкай, обладающих разумом. Являет собой огромный сгусток зачастую негативной энергии. Происхождение неизвестно. Иногда сильные аякаси предстают перед людьми в виде животных-антропоморфов, схожих по внешним признакам со слабыми ёкай. Целью аякаси является предупреждение людей о неизбежности, в большинстве случаев — о смерти.
- Вампир (яп. バンパイア Бампайа, от англ. vampire) — ёкай-кровопийца, относящийся к демонам S-класса, их глаза красные с вертикальным зрачком, однако не у всех и не всегда. У таких вампиров как правило стоит некоторое ограничение по силам и способностям, глаза у них краснеют только в пробуждение их вампирской ауры. Главная особенность вампира заключается в его способности преобразовывать могущественную ауру в силу физического удара или защиты, отчего вампир становится фактически неуязвим и способен побеждать противников с одного удара. В манге также упоминалось, что, несмотря на огромное могущество, у вампиров много слабостей, однако непосредственно было изображено только то, что на них отрицательно действует проточная вода. У вампиров очень сильна связь с летучими мышами, они могут либо управлять ими, либо сами частично превращаться в них, хотя это часто осуждается среди вампиров. Также они обладают способностью распознавать чужую энергию, но не у всех эта способность хорошо развита.
  - Истинный Предок (яп. 真祖 синсо) — подвид вампиров, отличающийся большей мощью; фактически, это самые сильные вампиры. Силы Истинных Предков не передаются по наследству, поэтому потомок Истинного Предка для того, чтобы получить эту силу, должен каким-либо способом получить кровь любого Предка. Истинные Предки также скорее всего самый редкий подвид: в манге в настоящий момент известно трое — Алукард, Акаша и Мока. Главная опасность, заключённая в силе Истинного Предка — то, что они могут пробудить Алукарда, Прародителя вампиров.
  - Дампир (яп. ダンピール Дампи:ру, от англ. Dhampir) — обозначение вампиров, имеющих среди предков людей, в манге они лишь только упоминались, об их силе толком ничего не известно.
- Двойник (яп. ドッペルゲンガー Доппэругэнга:, от нем. Doppelgänger) — аякаси, имитирующий внешность, голос того, до чьего дотрагивается. Если объектом имитации становится ёкай, то Двойник приобретает его способности и слабости (в том числе и индивидуальные).

### Артефакты

#### Печати
Печать (яп. 封印 Фу:ин) — тип артефакта, запечатывающий и сковывающий силы особо могущественного ёкая, который, по каким-либо причинам, не может управлять ими самостоятельно.
- Розарий Моки Акасии (яп. 赤夜萌香のロザリオ Акасия Мока но Родзарио, от итал. Rosario) или Крест-Печать (яп. 封印の十字架 Фу:ин но Дзю:дзика) — четки, сделанные и подаренные Моке её мамой Акашей Бладривер, специально для того, чтобы сдерживать кровь Истинного Предка. Вместе с этим розарий сдерживает не только силы Предка, но и способности вампира в целом, а также некоторые черты характера и воспоминания. Но несмотря на это слабости и нужды все таки остаются, что делает Моку очень уязвимой. Сама Мока не способна снять печать, Акаша настроила крест так, что только тот, кто по-настоящему любит Моку, способен снять печать (а именно — оторвать крест с груди). Именно из-за розария у Моки в десять лет началось раздвоение личности. Четки представляют собой ошейник с жемчужными бусами и цепью, на которой крепится крест с кристалом. В аниме точно такой же крест удерживает барьер Академии. В манге впоследствии выяснилось, что Акаша, изучая Алукарда, создала этот крестик, чтобы управлять Алукардом силой мысли в случае, если он вновь пробудится.
- Медальон Цукунэ Аоно (яп. 青野月音の魔封じの鍵 Аоно Цукунэ но Ма: Фудзи но Каги, Ключ, запечатывающий демона Цукунэ Аоно) или «Святой Замок» (яп. ホーリーロック хо:ри: рокку, от англ. Holy Lock) — печать, сделанная Тэммэем Микогами, для сдерживания крови Моки и Алукарда в жилах Цукунэ. Помимо того, что крест сдерживает силы упыря, печать также сохраняет личность Цукунэ. Представляет собой медальон на наручной цепи.
- Серьги Каруа Сюдзэн (яп. 朱染刈愛のピアス Сюдзэн Каруа но Пиасу) — серьги-кресты, сдерживающие способность к трансформации Каруа в летучемышеподобное существо. В отличие от Моки, Каруа способна сама снимать серьги. Причем трансформируется именно та часть, с которой была снята серьга.
- Заколка Гёкуро Сюдзэн — заколка в виде креста, которую носит Гёкуро Сюдзэн. При снятии, на руках у неё появляются глаза, которые многократно увеличивают силу и позволяют копировать чужие техники.

#### Пробудители
Артефакты пробуждающие или дающие силы ёкаю, поддавшемуся его влиянию;
- Зеркало Лилит (яп. リリスの鏡 Рирису но Кагами) — магическое зеркало, которое использует цукумогами Лилит для исполнения чужих желаний. Известно, что тот, кто посмотрит в Зеркало, сможет увидеть свою истинную форму и немедленно принять её, даже против своей воли. Сейчас это Зеркало находится в распоряжении Тэммэя Микогами.

## Критика
Персонажи из манги Rosario + Vampire получили разные оценки от критиков аниме и манги. Терон Мартин из Anime News Network типичным лидером этти-гарема — нерешительным, слабым, но бесконечно добросердечным, верным Моке, но и не забывающем об остальных героинях. Карло Сантос назвал главного героя ленивым и скучным; «засуньте любого другого главного героя из гарема, и никто не заметит особых изменений». Героини-спутницы за исключением того, что являются нечистью, также стереотипны (необычная внешность, большая грудь, привлекательность). В другом обзоре Карло оценил развитие персонажей и их взаимоотношений, чего не хватает почти всем историям жанра этти-гарем. Стиг Хёгсет из THEM Anime Reviews не оценил характер главной героини Моки, назвав её слишком глупой, с «кричащим» внешним видом и начисто лишёнными слабостей вампиров. Тем не менее критик оценил «тёмную личность» Моки и возложил надежды на то, что она получит большее развитие по мере продолжения истории.
Карло Сантос заметил, что антагонисты в истории выглядят интересными, например Хокуто Канэсиро получился не хуже Ягами Лайта из манги Death Note. Критик с сожалением отметил, что полное развитие такие персонажи не получают из-за того, что манга задумывалась, как этти-гарем и заметил, что если мангака переосмыслит жанры манги в сторону фэнтези и триллера, то он несомненно найдёт свою «золотую жилу».
Одновременно ряд критиков осудили сюжет за то, что он использует героинь ради демонстрации сексуальных образов. Особенно критики были недовольны по поводу сексуализации юной героини Юкари и углядели в этом признаки педофилии.